# Campeonato Italiano de Futebol - Série A (1987–88)
O Campeonato Italiano de Futebol de 1987–88, denominada oficialmente de Serie A 1987–1988, foi a 86.ª edição da principal divisão do futebol italiano e a 56.ª edição da Serie A. O campeão foi o Milan que conquistou seu 11.º título na história do Campeonato Italiano. O artilheiro foi o Argentino Diego Maradona, do Napoli, com 15 gols.

## Regulamento
A Temporada 1987–88 foi a última com 16 clubes. Com o objetivo de aumentar a Serie A de 1988–89 para 18 clubes, houve apenas dois rebaixamentos para essa edição do campeonato.
Nessa Período, o campeonato italiano seguia a seguinte forma de pontuação: 2 pontos por vitória, 1 por empate e 0 por derrota.

## Resumo da Temporada

### Contratações
As contratações mais notáveis da temporada incluíram Van Basten e Ruud Gullit pelo Milan, Ian Rush pela Juventus, Vincenzo Scifo pela Internazionale e Rudi Völler pela Roma. 

### Resumo do Campeonato
O Napoli, que começou o campeonato como favorito, após conquistar uma dobradinha nacional na temporada anterior, tendo vencido a Serie A de 1986–87, e a Coppa Italia de 1986–87, foi líder isolado na primeira metade do campeonato italiano, chegando a segunda metade do campeonato com 5 pontos de vantagem sobre o vice-líder Milan. 
Entretanto, depois de vários tropeços em jogos importantes, no embate entre os dois clubes que acabaria decidindo a liderança do campeonato, o Milan acabaria vencendo por 3x2. 
Na última partida, o Milan enfrentou o Como, com um empate sendo o suficiente para o clube milanês se sagrar campeão após 9 anos.

### Consequências
O Título do Milan, após 9 anos marcados por escândalo de manipulação de resultados, rebaixamentos para a Segunda divisão da Itália, marcou o início de uma nova era na história do clube: Comandados por Arrigo Sacchi, o Milan viria a ser Bicampeão da Liga dos Campeões da UEFA nas temporadas 1988–89 e 1989–90.
O Napoli por sua vez, continuaria nos próximos 2 anos a competir em alto nível na Serie A: sendo vice-campeão novamente na temporada de 1988–89, e vencendo a competição pela segunda vez em 1989–90, além do título da Copa da UEFA de 1988–89.

## Classificação
| Pos. | Equipes        | Pts | J  | V  | E  | D  | GP | GC | SG  | Classificação ou rebaixamento                         |
| ---- | -------------- | --- | -- | -- | -- | -- | -- | -- | --- | ----------------------------------------------------- |
| 1    | Milan          | 45  | 30 | 17 | 11 | 2  | 43 | 14 | +29 | Primeira fase da Liga dos Campeões da UEFA de 1988–89 |
| 2    | Napoli         | 42  | 30 | 18 | 6  | 6  | 55 | 27 | +28 | Primeira fase da Copa da UEFA de 1988–89              |
| 3    | Roma           | 38  | 30 | 15 | 8  | 7  | 39 | 26 | +13 | Primeira fase da Copa da UEFA de 1988–89              |
| 4    | Sampdoria[a]   | 42  | 30 | 13 | 11 | 6  | 41 | 30 | +11 | Taça dos Clubes Vencedores de Taças de 1988–89        |
| 5    | Internazionale | 40  | 30 | 11 | 10 | 9  | 42 | 35 | +7  | Primeira fase da Copa da UEFA de 1988–89              |
| 6    | Juventus       | 38  | 30 | 11 | 10 | 9  | 35 | 30 | +5  | Primeira fase da Copa da UEFA de 1988–89              |
| 7    | Torino         | 38  | 30 | 8  | 15 | 7  | 33 | 30 | +3  |                                                       |
| 8    | Fiorentina     | 37  | 30 | 9  | 10 | 11 | 29 | 33 | –4  |                                                       |
| 9    | Cesena         | 35  | 30 | 7  | 12 | 11 | 23 | 32 | –9  |                                                       |
| 10   | Hellas Verona  | 34  | 30 | 7  | 11 | 12 | 23 | 30 | –7  |                                                       |
| 11   | Como           | 34  | 30 | 6  | 13 | 11 | 22 | 37 | −15 |                                                       |
| 12   | Ascoli         | 32  | 30 | 6  | 12 | 12 | 30 | 37 | –7  |                                                       |
| 13   | Pisa           | 29  | 30 | 6  | 12 | 12 | 23 | 30 | −7  |                                                       |
| 14   | Pescara        | 29  | 30 | 8  | 8  | 14 | 27 | 44 | −17 |                                                       |
| 15   | Avellino       | 22  | 30 | 5  | 13 | 12 | 19 | 39 | −20 | Zona de rebaixamento à Serie B de 1987–8              |
| 16   | Empoli         | 21  | 30 | 6  | 13 | 11 | 20 | 30 | −10 | Zona de rebaixamento à Serie B de 1987–8              |

- a. ^ O Sampdoria venceu a Coppa Italia de 1987–88.

## Play-Off 6°Lugar
O Play-Off serviu para determinar, entre os dois clubes empatados em pontos, qual  iria conquistar o sexto lugar e a vaga na Copa da UEFA de 1988–89.
| 23 de maio de 1988 | Juventus | 0 – 0 | Torino | Estádio Olímpico Grande Torino, Turim |
|                    |          |       |        | Árbitro: Pietro D'elia                |

|                                       |       | Penalidades                      |  |
| Vignola De Agostini Brio Cabrini Rush | 4 – 2 | Cravero Bresciani Comi Benedetti |  |

A Juventus venceu nos pênaltis e se classificou para a Copa da UEFA de 1988–89.

## Artilharia
| Pos. | Jogador              | Equipe         | Gols |
| ---- | -------------------- | -------------- | ---- |
| 1    | Diego Maradona       | Napoli         | 15   |
| 2    | Careca               | Napoli         | 13   |
| 3    | Pietro Paolo Virdis  | Milan          | 11   |
| 3    | Giuseppe Giannini    | Roma           | 11   |
| 5    | Gianluca Vialli      | Sampdoria      | 10   |
| 6    | Ruud Gullit          | Milan          | 9    |
| 6    | Walter Schachner     | Avellino       | 9    |
| 6    | Alessandro Altobelli | Internazionale | 9    |
| 6    | Toni Polster         | Torino         | 9    |